# La gatta sul tetto che scotta (film 1976)
La gatta sul tetto che scotta (Cat on a Hot Tin Roof) è un film del 1976, diretto da Robert Moore, con Laurence Olivier e Natalie Wood, basato sul lavoro teatrale omonimo di Tennessee Williams.